# 中国广核集团
中国广核集团（英語：China General Nuclear Power Corporation，缩写：CGN），简称中广核，是中华人民共和国的以核电为主营的清洁能源企业。
中国广核集团是由核心企业中国广核集团有限公司和三十多家成员公司组成的特大型企业集团，属中国中央企业，是中华人民共和国主要发电企业之一。
截至2021年1月21日，中广核在建核电机组7台，装机容量821万千瓦，拥有在运核电机组24台，装机容量2714万千瓦。中广核在中国国内的新能源总装机规模超过2400万千瓦，海外的在运新能源装机是1147.5万千瓦，为17个国家和地区提供清洁电力。

## 历史
中国广东核电集团有限公司是中国广核集团的旧名，其于1994年8月开始组建、于12月26日注册通过，注册资本102亿元，原始股東是中国核工业集团公司（45%）、廣東省人民政府（45%）及電力工業部（10%）。至2011年6月30日，集团拥有在运核电装机503万千瓦，在建核电机组16台，另外还拥有风电、水电、太阳能及其他清洁能源项目。集团还设立了核电学院，为企业培养相关科技人才。
2012年6月，中广核收购澳大利亚的Mortons Lane风电场，这是其首个中国以外的风电项目。
2013年4月26日，國家工商行政管理總局完成中國廣核集團名稱變更的核准登記，集團名稱由「中國廣東核電集團」（China Guangdong Nuclear Power Group）更名為「中國廣核集團」，英文名稱更為，标示着集团业务已成功扩展至广东省外。
中广核目前的股東是國務院國資委（90%）及代表廣東省政府的恆健控股（10%）。根據《关于调整中国广东核电集团有限公司股权结构有关事项的通知》（国资改革〔2012〕790号），於2012年至2013年中国核工业集团公司持股8%，但在2013年轉讓予國務院國資委。
2019年8月14日，美国商务部將中國廣核集團納入出口管制实体清单。

## 部分成员企业[8]
- 中廣核礦業有限公司
- 中國廣核新能源控股有限公司
- 中國廣核電力股份有限公司
  - 广东核电投资有限公司
  - 广东核电合营有限公司
  - 大亚湾核电运营管理有限责任公司（大亚湾核电站）
  - 岭澳核电有限公司（岭澳一期）
  - 岭东核电有限公司（岭澳二期）
  - 阳江核电有限公司（阳江核电站）
  - 广东台山核电有限公司（台山核电站）
  - 辽宁红沿河核电有限公司
  - 福建宁德核电有限公司
- 中广核工程有限公司
- 深圳中广核工程设计有限公司
- 中科华核电技术研究院有限公司
- 北京广利核系统工程有限公司
- 深圳市能之汇有限公司
- 岭湾核电有限公司
- 中广核能源开发有限责任公司
- 中广核风力发电有限公司
- 中广核铀业发展有限公司
- 大亚湾核电财务有限责任公司
- 广东大亚湾核电服务（集团）有限公司
- 中广核电进出口有限公司
- 中广核国际有限公司
- 广东大亚湾核电环保有限公司
- 北京广利核系统工程有限公司
- 法國中廣核歐洲能源公司
- 中广核节能产业发展有限公司